# Kowloon

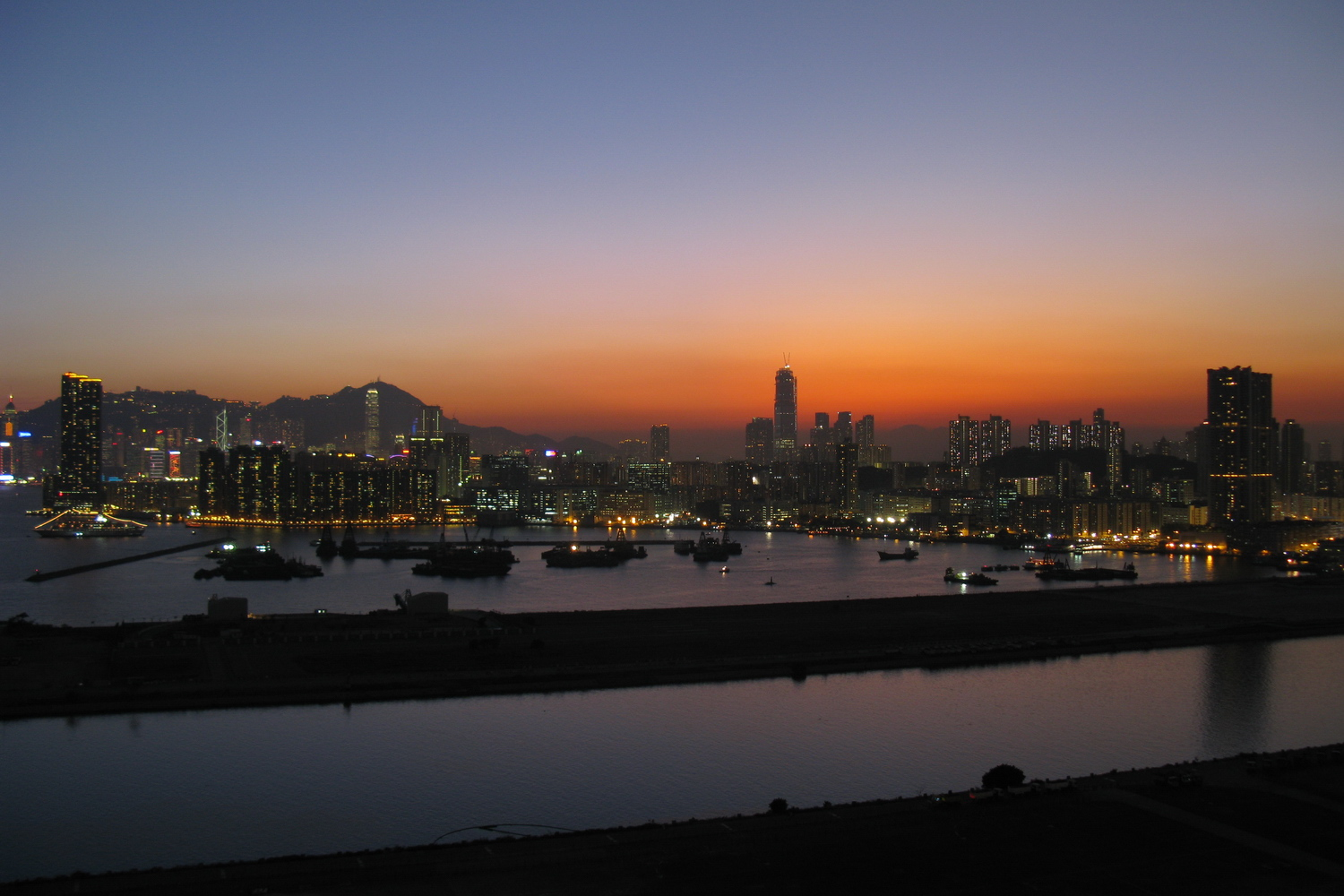
Kowloon-Halbinsel

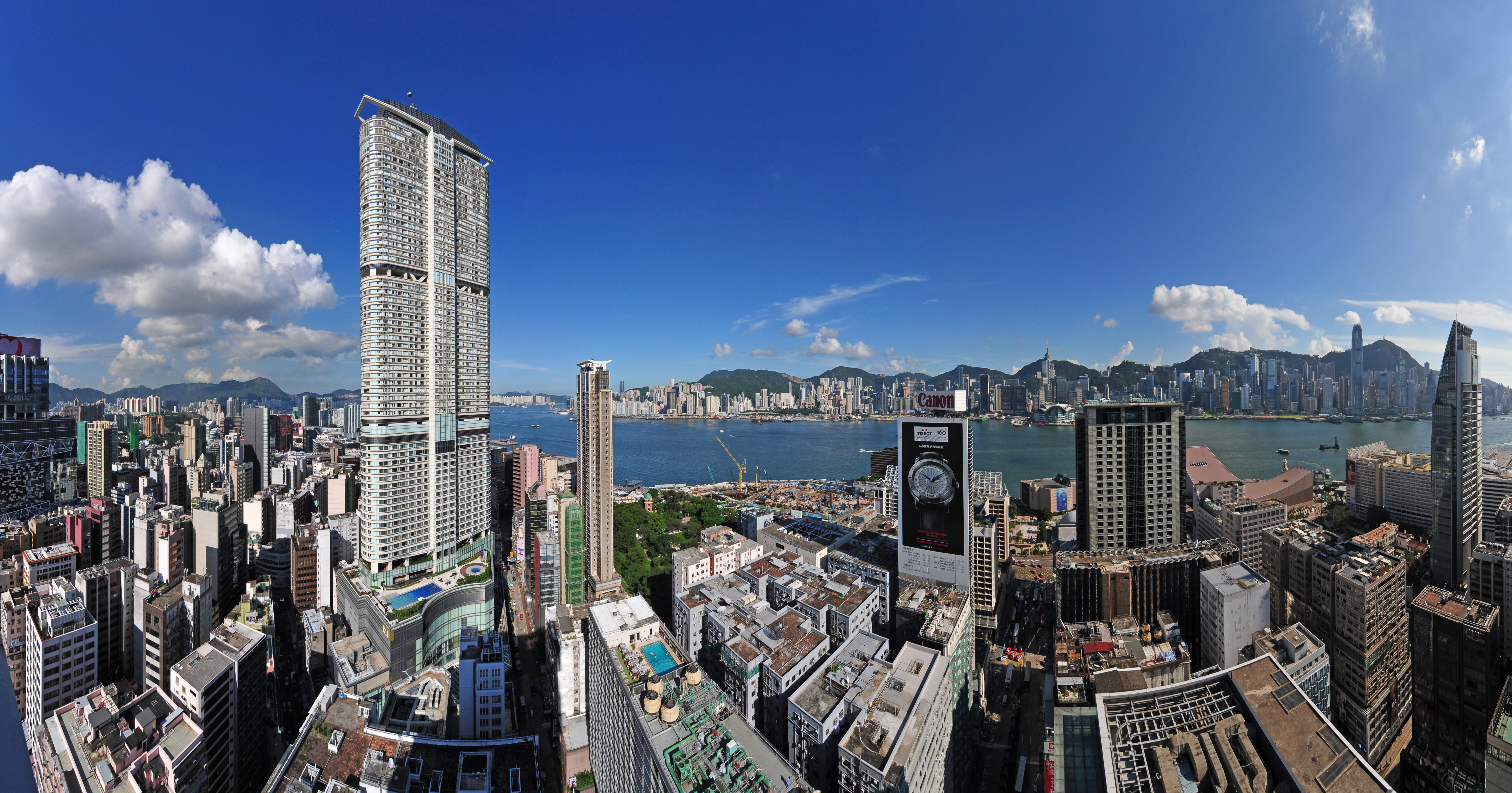
Blick von Tsim Sha Tsui, Kowloon nach Hong Kong Island

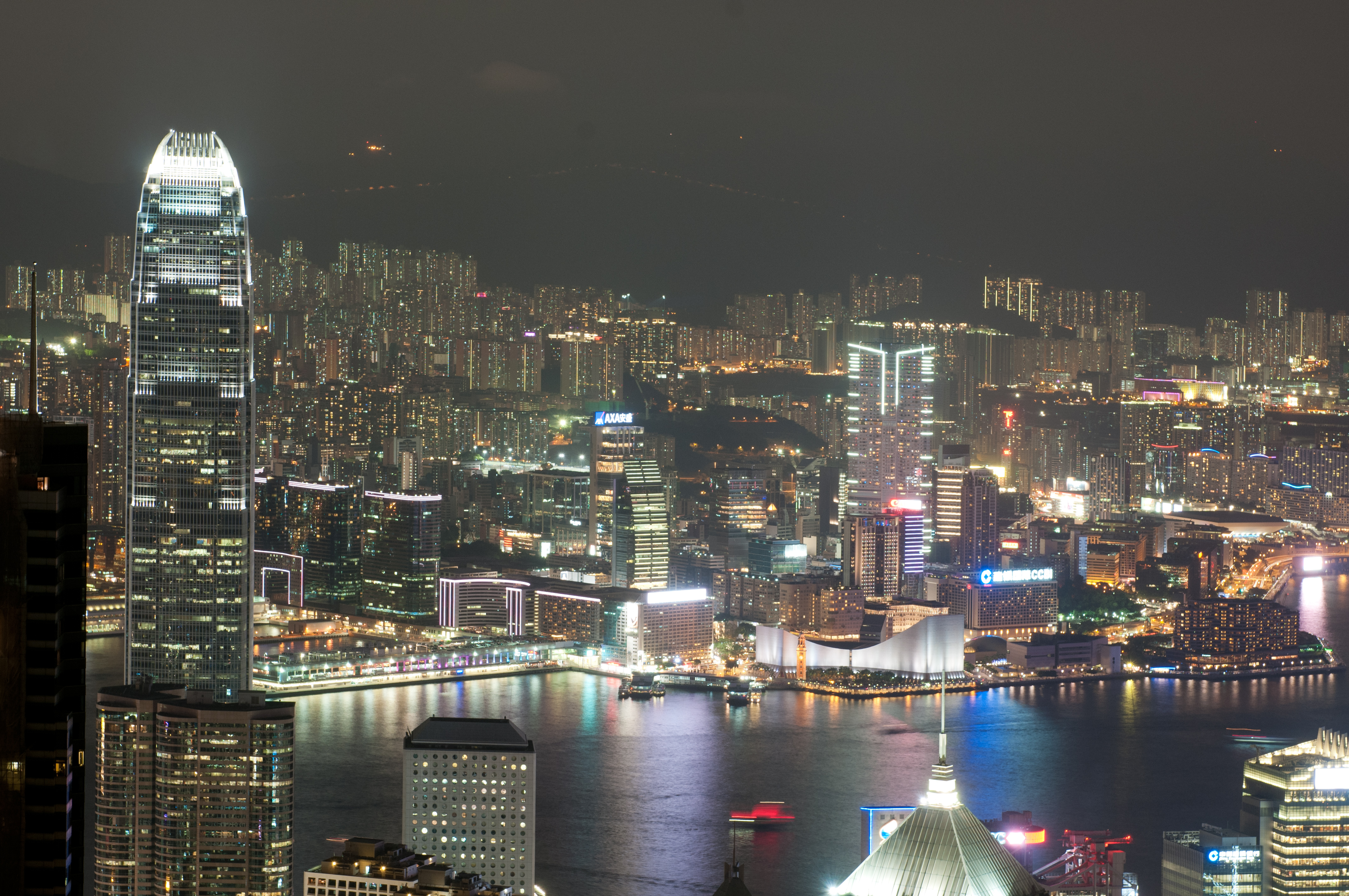
Kowloon nachts vom Peak aus gesehen

Kowloon (chinesisch 九龍 / 九龙, Pinyin Jiǔlóng, Jyutping Gau2lung4, Yale Gáulùhng – „Neun Drachen“) ist ein urbanes Gebiet innerhalb der Sonderverwaltungszone Hongkong in der Volksrepublik China. Die Region umfasst im Wesentlichen die nördlich von Hong Kong Island gelegene Halbinsel Kowloon (九龍半島 / 九龙半岛, englisch Kowloon Peninsula). In Kowloon leben etwa 30,6 Prozent der Bevölkerung Hongkongs auf knapp 47 km² und es hat mit 48.101,3 Ew./km² die höchste Bevölkerungsdichte innerhalb Hongkongs. Die Zahl der Bevölkerung beträgt 2.257.393 Einwohner (Stand 2016). Kowloon ist flächenmäßig die kleinste Region der Sonderverwaltungszone neben Hong Kong Island mit 80,7 km² und New Territories mit 978,7 km². Die Region Kowloon ist nicht zu verwechseln mit dem zugehörigen Verwaltungsdistrikt Kowloon City District (九龍城區 / 九龙城区), dem Stadtteil Kowloon City (九龍城 / 九龙城) und der 1993/94 abgebrochenen Mauerstadt Kowloon Walled City.

## Namensherkunft

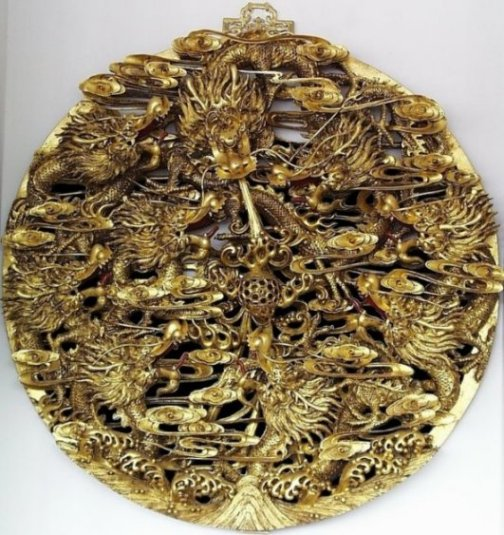
Neun chinesische Drachen

Der Name „Kowloon“ kommt vom letzten Kaiser der Südlichen Song-Dynastie Song Bing, der auf der Flucht in die Gegend des heutigen Hongkong kam. Auf einem Berg stehend sagte er, der Legende nach, zu seinen Begleitern: „Ich sehe acht Drachen“. Und meinte damit aus geomantischer Sicht eine Berggruppe aus acht Gipfeln und deren Ausläufern (龍脈 / 龙脉,  lóngmò, Jyutping lung4mak6). Diese acht Berge oder Bergketten (山脈 / 山脉,  shānmài, Jyutping saan1mak6) nennt man heute zusammen auch als „Kowloon-Berggruppe“ (九龍群山 / 九龙群山,  Jiǔlóng Qúnshān, Jyutping Gau4lung4 Kwan4saan1). Einer seiner verbliebenen Mandarine sagte: „Ich sehe neun Drachen.“ Der neunte war der Kaiser, der vor ihm stand, denn der Drache ist in der chinesischen Kultur Symbol für den Kaiser.
Der Drache ist das einzige Fabelwesen in der chinesischen Mythologie und Astrologie, das Elemente aus neun verschiedenen Tieren in sich trägt. Die Zahl Neun ist nach der chinesischen Zahlensymbolik die Zahl des Kaisers. „Neun Drachen“ heißt auf Kantonesisch „gaulung“ (traditionell: 九龍, vereinfacht: 九龙). Der Name „Kowloon“ ist also eine Ortsbezeichnung in kantonesischer Aussprache nach englischen Schreibkonventionen.

## Geographie
Kowloon grenzt im Osten an die Meerenge Lei Yue Mun, im Westen an der Siedlung Mei Foo Sun Chuen und Stonecutter’s Island, im Norden an die Berge Tate’s Cairn und Lion Rock (Lion Rock Hill) sowie im Süden an den Victoria Harbour. Kommerzielles Zentrum des Stadtteils ist die in Nordsüdrichtung verlaufende Hauptverkehrsader Nathan Road. Die U-Bahn-Linie Tsuen Wan Line fährt direkt durch Kowloon.
Die Uferpromenade rund um den „Kowloon Public Pier“, das „Space Museum“ und das „Space Theatre“ ganz im Süden der Salisbury-Road ist bei Touristen aufgrund der allabendlichen Lichtshow auf den Wolkenkratzern der Skyline von Hong Kong Island beliebt.
Wichtige Verkehrsstraße ist der East Kowloon Corridor.

## Verwaltung

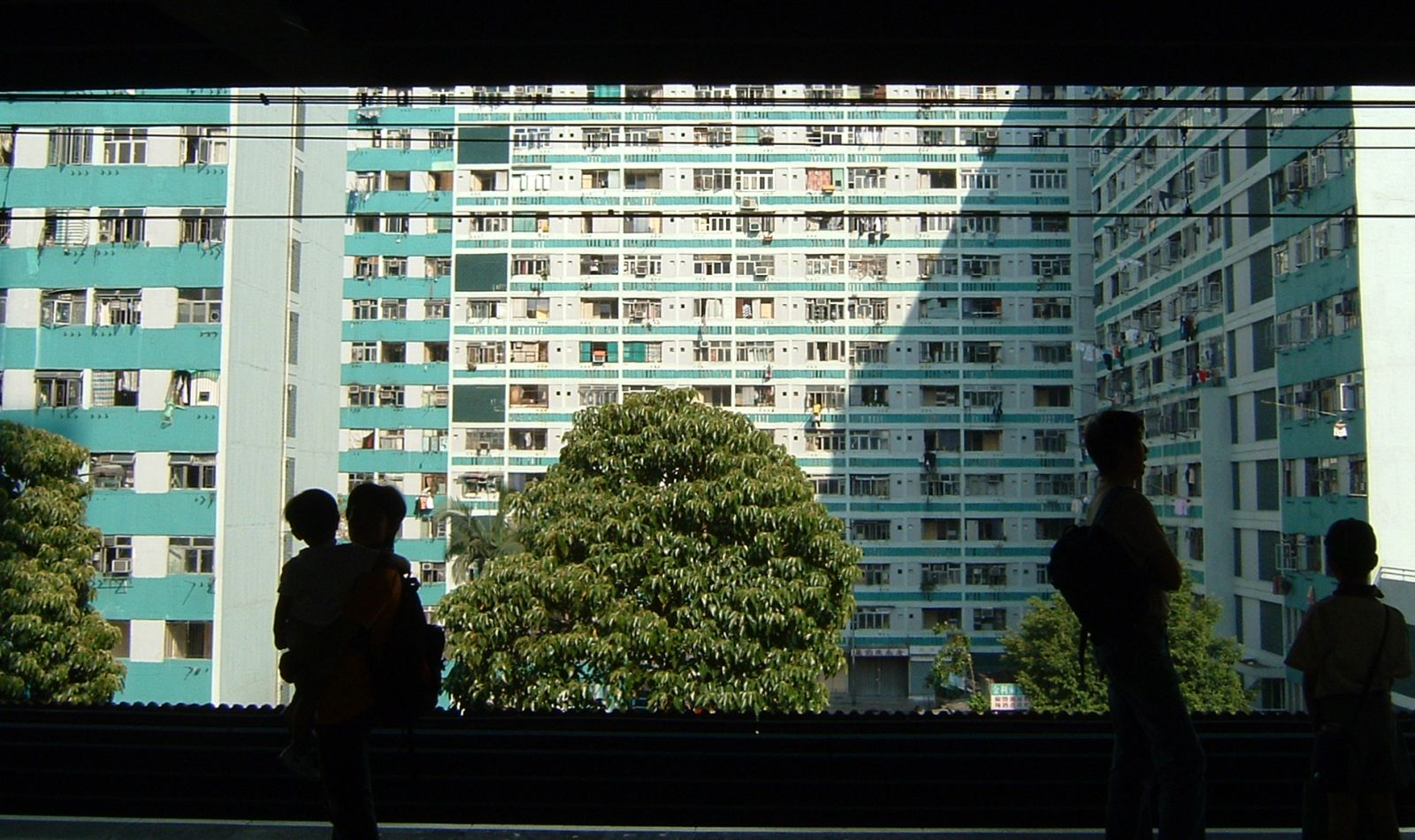
Wohnblocks in Kowloon

Kowloon umfasst folgende fünf Distrikte:
- Kowloon City District:
  - Ho Man Tin
  - Hung Hom
  - Kai Tak
  - Kowloon City
  - Kowloon Tong
  - Ma Tau Wai
  - To Kwa Wan

- Kwun Tong District:
  - Cha Kwo Ling
  - Jordan Valley (Hong Kong)
  - Kowloon Bay
  - Kwun Tong
  - Lam Tin
  - Ngau Tau Kok
  - Sau Mau Ping
  - Yau Tong

- Sham Shui Po District:
  - Cheung Sha Wan
  - Lai Chi Kok
  - Sham Shui Po
  - Shek Kip Mei
  - Stonecutters Island
  - Yau Yat Chuen

- Wong Tai Sin District:
  - Diamond Hill
  - Lok Fu
  - Ngau Chi Wan
  - San Po Kong
  - Tsz Wan Shan
  - Wong Tai Sin

- Yau Tsim Mong District:
  - Jordan (Hong Kong)
  - Mongkok
  - Prince Edward (Hong Kong)
  - Tai Kok Tsui
  - Tsim Sha Tsui
  - West Kowloon
  - Yau Ma Tei

## Politik
Für die Wahl des Legislative Council of Hong Kong, kurz: „LegCo“, gliedert sich Kowloon in zwei Wahlbezirke:
- Kowloon East (九龍東 / 九龙东):
  - einschließlich Wong Tai Sin und Kwun Tong
- Kowloon West (九龍西 / 九龙西):
  - einschließlich Yau Tsim Mong, Sham Shui Po und Kowloon City

## Geschichte
In Kowloon lag bis 1992 die Kowloon Walled City (chin. 九龍寨城, kant. 九龍城寨), eine chinesische Exklave, die sich über die Jahre von einem Militärfort in einen Slum verwandelt hatte. Der ehemalige internationale Flughafen Kai Tak lag in Kowloon.

## Verkehr
Kowloon ist mit Hong Kong Island durch den Cross-Harbour-Tunnel und den Western Harbour Crossing verbunden. Zudem der MTR-Eisenbahntunnel der Tsuen Wan-Linie, der Tung Chung-Linie, dem Airport Express und der East Rail. Es gibt keine Brücken, die die Insel mit Kowloon verbinden.

## Sehenswürdigkeiten (Auswahl)
- Harbour City
- Kowloon Park mit dem Hong Kong Museum of History
- Hong Kong Museum of Art
- Hong Kong Science Museum
- Hong Kong Space Museum
- Avenue of Stars (Hongkong)
- New World Center
- Hong Kong West Kowloon Station
- Bird Market
- Innovation Tower

## Bildungseinrichtungen
- City University of Hong Kong
- Hong Kong Baptist University
- Hong Kong Polytechnic University
- Open University of Hong Kong